# Waldamt Sebaldi

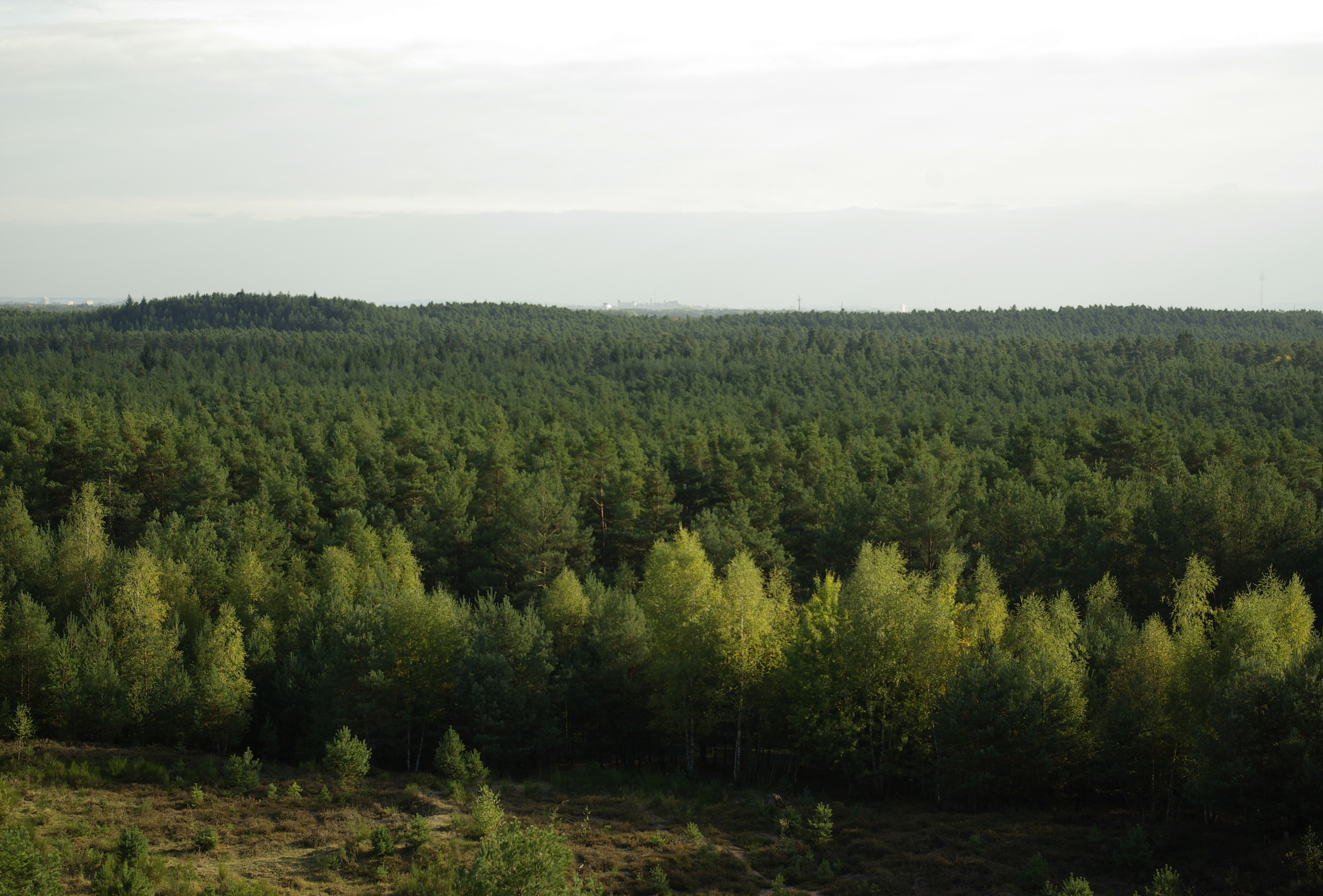
Blick über das Gebiet des Waldamtes Sebaldi mit der Nürnberger Burg am Horizont

Waldamt St. Sebaldi im Reichsstädtischen Landgebiet Nürnbergs 1505–1806

Das Waldamt Sebaldi (auch Sebalder Waldamt) war ein von 1489 bis 1806 bestehendes Amt der Reichsstadt Nürnberg. Neben dem Waldamt Sebaldi gab es noch das Waldamt Laurenzi.

## Geografie
Das Waldamt Sebaldi bezeichnete Verwaltungsgebiet umfasste im Wesentlichen das Gebiet des Sebalder Reichswaldes. Es wurde an drei Seiten von Flussläufen abgegrenzt, im Norden war dies die Schwabach, im Westen die Regnitz und im Süden die Pegnitz. Die Territorialgrenze deckte sich dabei allerdings nicht mit dem jeweiligen Verlauf dieser Flüsse, sondern folgte diesem nur im Groben. Die östliche Begrenzung des Territoriums bildete hauptsächlich das Pflegamt Lauf und die Festung Rothenberg.

## Beschreibung
Das Waldamt Seebaldi entstand 1489, als die Reichsstadt Nürnberg zur Verwaltung ihrer Besitzungen im Gebiet des Lorenzer und Sebalder Reichswaldes eine aus sechs sogenannten Waldherren bestehende Deputation einsetzte. Diesen waren jeweils ein Waldamtmann unterstellt, die dem Kreis der ratsfähigen Patrizierfamilien Nürnbergs angehörten.

### Forsthuben
Ursprünglich bestanden im Sebalder Reichswald sechs Forsthuben und entsprechende Erbförstereien. Zu Anfang des 15. Jahrhunderts waren 10 Erbförsterein vorhanden: Rückersdorf und Erlenstegen als ganze Forsthuben, die restlichen wurden geteilt: Kraftshof und Neunhof, Tennenlohe und Buckenhof, Kalchreuth und Käswasser, Kleingeschaidt und Günthersbühl.

### Grundherrschaft
Das Waldamt Sebaldi hatte über den Nürnberger Raum hinaus grundherrschaftliche Ansprüche im Hochgerichtsbezirk von Brandenburg-Bayreuth. Gegen Ende des 18. Jahrhunderts waren es 22 Anwesen in neun Orten.
| Ort                         | GH  | ∑   | %   | Hochgericht 1        | Hochgericht 2          |
| --------------------------- | --- | --- | --- | -------------------- | ---------------------- |
| Behringersdorf              | 001 | 021 | 005 | Reichsstadt Nürnberg | Brandenburg-Bayreuth ⚔ |
| Erlenstegen                 | 001 | 023 | 004 | Reichsstadt Nürnberg | Brandenburg-Bayreuth ⚔ |
| Gärten nördlich der Pegnitz | 002 |     |     | Reichsstadt Nürnberg | Brandenburg-Bayreuth ⚔ |
| Hundsmühle                  | 001 | 002 | 050 | Reichsstadt Nürnberg |                        |
| Kraftshof                   | 008 | 052 | 015 | Brandenburg-Bayreuth | Reichsstadt Nürnberg ⚔ |
| Neuhaus                     | 001 | 001 | 100 | Reichsstadt Nürnberg | Brandenburg-Bayreuth ⚔ |
| Neunhof                     | 005 | 059 | 008 | Brandenburg-Bayreuth | Reichsstadt Nürnberg ⚔ |
| Sack                        | 001 | 013 | 008 | Reichsstadt Nürnberg | Brandenburg-Bayreuth ⚔ |
| Stettenberg                 | 001 | 001 | 100 | Reichsstadt Nürnberg |                        |

GH gibt die Zahl der Anwesen an, über die die Waldamt Sebaldi die  Grundherrschaft hatte. ∑ gibt die Gesamtzahl der Anwesen des Ortes an. % gibt den prozentualen Anteil an. Hochgericht1 gibt die Herrschaft an, die hochgerichtliche Befugnisse hatte. Hochgericht2 gibt, soweit vorhanden, eine weitere Herrschaft an, die entweder die hochgerichtlichen Befugnisse von Hochgericht1 bestritt (⚔) oder gemeinsam (⚭) mit ihr ausübte.